# Quasquara
Quasquara (korsisch Quàsquara) ist eine Gemeinde mit 61 Einwohnern (Stand: 1. Januar 2022) im französischen Département Corse-du-Sud auf der Mittelmeerinsel Korsika. Sie gehört zum Arrondissement Ajaccio und zum Kanton Taravo-Ornano. Die Bewohner nennen sich Quasquarais oder Quasquaresi.
Sie grenzt
- im Westen und im Norden an Bastelica,
- im Osten an Frasseto,
- im Süden an Campo,
- im Südwesten an Santa-Maria-Siché.

## Bevölkerungsentwicklung
| Jahr      | 1962 | 1968 | 1975 | 1982 | 1990 | 1999 | 2008 | 2012 | 2020 |
| --------- | ---- | ---- | ---- | ---- | ---- | ---- | ---- | ---- | ---- |
| Einwohner | 91   | 71   | 67   | 56   | 46   | 50   | 58   | 53   | 51   |

## Sehenswürdigkeiten
- Pfarrkirche Saint-Pierre et Saint-Paul, erbaut 1890 an der Stelle der zu kleinen und sich im schlechten Zustand befindlichen Vorgängerkirche